# Ironman Mont-Tremblant
Der Ironman Mont-Tremblant war eine von 2012 bis 2023 ausgetragene Triathlon-Sportveranstaltung über die Ironman-Distanz (3,86 km Schwimmen, 180,2 km Radfahren und 42,195 km Laufen) in Mont-Tremblant in der kanadischen Provinz Québec.

## Organisation
Das erstmals am 18. August 2012 ausgetragene Rennen ermöglicht eine Qualifikation für einen Startplatz (50 Slots) bei der Ironman-Weltmeisterschaft im Oktober, dem Ironman Hawaii.
Bei der Erstaustragung waren etwa 2400 Athleten am Start.

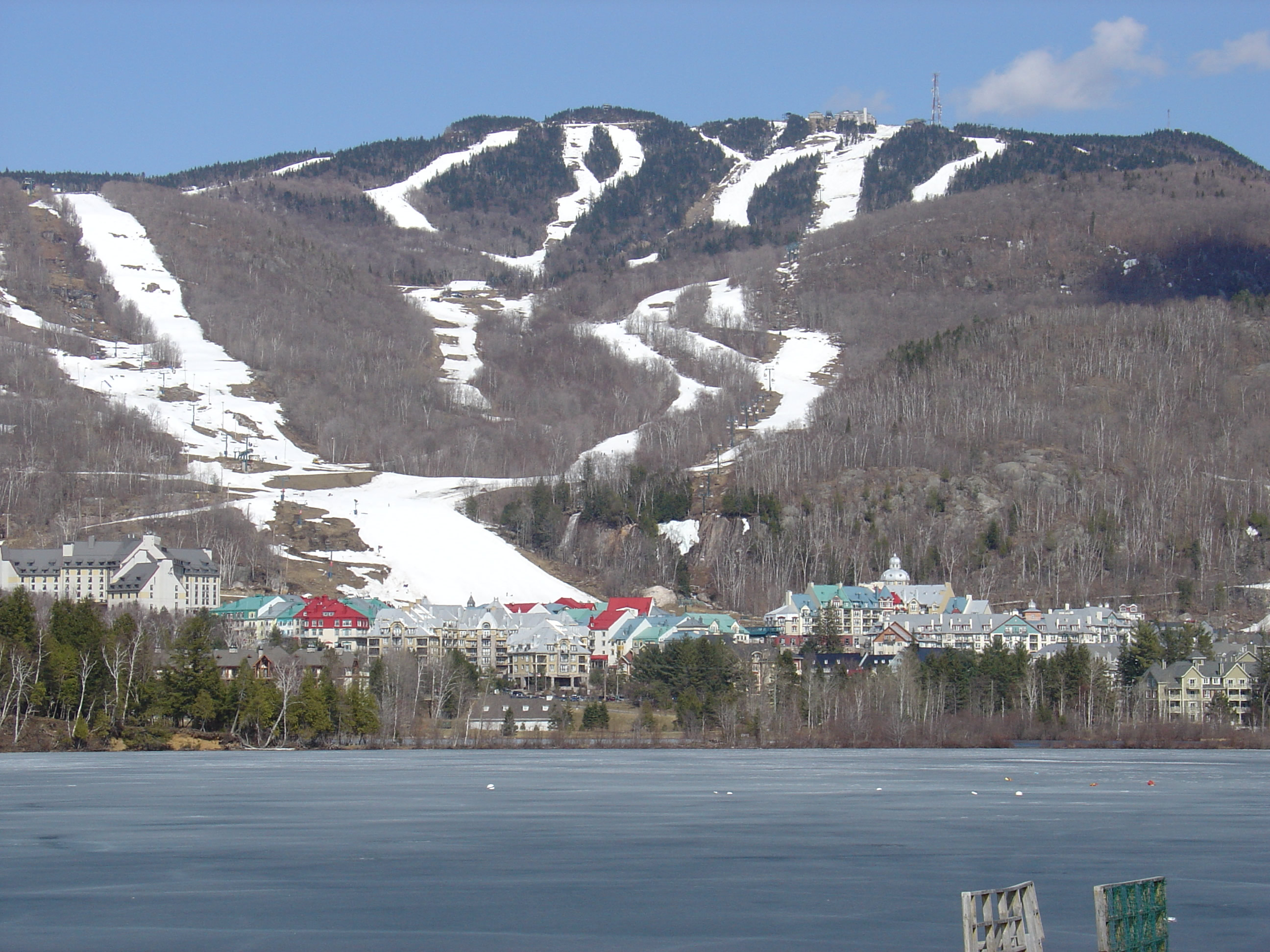
Blick auf Mont-Tremblant

Hier wurden von 2012 bis 2014 die Nordamerikanischen Meisterschaften ausgetragen und 2015 wechselten diese dann zum Ironman Texas.
Das letzte Rennen fand hier am 18. August 2019 statt.
2020 war hier keine Austragung und das letzte Rennen war hier am 20. August 2023.

### Streckenverlauf
- Die Schwimmdistanz verläuft über eine Runde im Tremblant Lake.
- Die Radstrecke geht über eine zweimal zu absolvierende Runde durch die Wälder und Berge von Mont-Tremblant.
- Die Laufstrecke geht ebenso über zwei Runden und endet wieder am Seeufer.

### Streckenrekorde
Die Streckenrekorde wurden hier 2019 erstellt von der Australierin Carrie Lester in 8:48:26 h (2013) sowie vom Kanadier Cody Beals mit 7:58:34 h. 
Den Streckenrekord auf der Schwimmdistanz hält die US-Amerikanerin Haley Chura mit 49:22 min (2013).

## Siegerliste
| Datum/Jahr    | Männer                  | Männer              | Männer          | Frauen              | Frauen            | Frauen           |
| Datum/Jahr    | Erster Platz            | Zweiter Platz       | Dritter Platz   | Erster Platz        | Zweiter Platz     | Dritter Platz    |
| ------------- | ----------------------- | ------------------- | --------------- | ------------------- | ----------------- | ---------------- |
| 20. Aug. 2023 | Elliot-Olivier Pellerin | Romain Browaeys     | John Butcher    | Rachel Zilinskas    | Meredith Kessler  | Manon Genet      |
| 21. Aug. 2022 | Collin Chartier         | Joshua Amberger     | Cody Beals      | Haley Chura         | Jen Annett        | Rachel Zilinskas |
| 18. Aug. 2019 | Cody Beals -2- (SR)     | Lionel Sanders      | Nathan Killam   | Carrie Lester (SR)  | Sarah True        | Jodie Robertson  |
| 19. Aug. 2018 | Cody Beals              | Lionel Sanders      | Matt Russell    | Liz Blatchford      | Lauren Brandon    | Meredith Kessler |
| 20. Aug. 2017 | Marino Vanhoenacker     | Chris McDonald      | Jordan Monnink  | Rachel Joyce        | Kim Schwabenbauer | Jennie Hansen    |
| 21. Aug. 2016 | Chris Leiferman         | Jordan Rapp         | Stephen Kilshaw | Mary Beth Ellis -3- | Laurel Wassner    | Robyn Hardage    |
| 16. Aug. 2015 | Jordan Rapp             | Justin Daerr        | Paul Ambrose    | Mary Beth Ellis -2- | Liz Blatchford    | Lisa Roberts     |
| 17. Aug. 2014 | TJ Tollakson            | Daniel Halksworth   | Andreas Raelert | Sara Gross          | Amber Ferreira    | Beth Shutt       |
| 18. Aug. 2013 | Luke Bell               | Brandon Marsh       | Bert Jammaer    | Mary Beth Ellis     | Rebekah Keat      | Anja Beranek     |
| 19. Aug. 2012 | Romain Guillaume        | Alejandro Santamari | Matthew Russell | Jessie Donavan      | Uli Brömme        | Rachel Kiers     |